# Rzeczyca Okrągła
Rzeczyca Okrągła est une localité polonaise de la gmina de Radomyśl nad Sanem, située dans le powiat de Stalowa Wola en voïvodie des Basses-Carpates.